# Litter Nándor
Litter Nándor (Olaszfalu, 1953. szeptember 18.) Nagykanizsa polgármestere 2002-től 2006-ig.

## Életpályája
A Pénzügyi és Számviteli főiskolán szerzett okleveles üzemgazdász diplomát. 1978 óta az olajiparban dolgozott, számviteli, majd munkagazdasági előadóként, munkaügyi és szociális csoportvezetőként (1983).
1986-ban a Kőolaj- és Földgázbányászati Vállalat szociális osztályvezetője lett, majd 1989-től személyügyi igazgató-helyettes.
1992-től a Magyar Olajipari Rt. Üdültetési és Szállodai Üzletág igazgatójaként, 1998-tól 2000-ig a MOL Hotels Rt. vezérigazgatójaként dolgozott, 2000-2002 az L. Kadex BT. gazdasági tanácsadója, a HÍD Invest KFT. ügyvezetője volt.
2002 októberétől 2006 októberéig Nagykanizsa Megyei Jogú Város polgármestere volt az MSZP színeiben. Pártjában helyi szinten konfliktus, keletkezett, ami frakciószakadáshoz és a helyi alapszervezet válságához vezetett. A pártból 2006 elején lépett ki, és mint független jelölt indult a 2006-os önkormányzati választásokon, de alulmaradt Marton Istvánnal szemben.

## Kitüntetések
- MOL kitüntetések
- Közgazdasági Társaság pályázatán III. díj[1]